# سقنقور آدلاید پیگمی زبان‌آبی
سقتقور آدلاید پیگمی زبان آبی (نام علمی: Tiliqua adelaidensis) نام یک گونه از سرده سقنقورهای زبان آبی است.